# منظر من دلفت (لوحة)
منظر من دلفت، مع آلة موسيقية لبائع متجول هي لوحة للرسام الهولندي كاريل فابريتيوس. وهي لوحة زيتية على خيش بمقاس 20.9 × 35.7 سم (8.2 × 14.1 بوصة) لمنظر مدينة دلفت. تم عرض اللوحة في المعرض الوطني في لندن منذ عام 1922.

## روابط خارجية
- منظر من دلفت على موقع المعرض الوطني